# Luke Harding (linguiste)
Pour les articles homonymes, voir Harding et Luke Harding.
Luke William Harding (né le 11 juillet 1977) est un linguiste australien. Il est actuellement professeur au département de linguistique et de langue anglaise de l'Université de Lancaster, au Royaume-Uni. Ses recherches portent sur l' évaluation linguistique, notamment l'évaluation de l'audition, de la prononciation et du diagnostic linguistique. Il est actuellement rédacteur en chef de la revue Language Testing.

## Carrière
Harding obtient son baccalauréat ès arts en linguistique à l'Université de Melbourne en 2002. Il obtient ensuite une maîtrise ès arts en linguistique appliquée et un doctorat en linguistique appliquée à l'Université de Melbourne en 2008[citation nécessaire].
Depuis 2011, Harding est professeur au département de linguistique et de langue anglaise de l'Université de Lancaster, au Royaume-Uni, depuis 2010[citation nécessaire].
Le 19 avril 2017, Harding, Charles Alderson (en) et Tineke Brunfaut reçoivent le prix du meilleur article par l’International Language Testing Association (ILTA). Le document primé, Towards a Theory of Diagnosis in Second and Foreign Language Assessment: Insights from Professional Practice Across Diverse Fields (Vers une théorie du diagnostic dans l'évaluation d'une langue seconde ou étrangère : le point de vue de la pratique professionnelle dans différents domaines), a été publié en 2015 dans la revue Applied Linguistics. L'étude examine la manière dont le diagnostic est théorisé et réalisé dans un large éventail de professions afin de trouver des points communs pouvant être appliqués au contexte de l'évaluation des langues secondes et étrangères. Sur la base d'entretiens avec des professionnels de domaines tels que la mécanique automobile, le support informatique, la médecine, la psychologie et l'éducation, un ensemble de principes a été élaboré pour faciliter une théorie complète de l'évaluation diagnostique dans une langue seconde ou étrangère.
Le 9 octobre 2018, Harding est orateur invité de l'Université de Georgetown, à Washington, DC. Il prononce un discours intitulé "Anglais langue étrangère et évaluation linguistique: défis et perspectives".
En 2019, il est co-éditeur de la revue Language Testing,.

## Recherches
Dans un article publié en 2012 dans la revue Language Testing, Harding examine le potentiel d'un avantage en partage de N1 sur un test d'écoute universitaire en anglais mettant en vedette des locuteurs ayant un accent de N2[pas clair],
Harding a publié dans plusieurs revues majeures comme Applied Linguistics, Language Testing, Language Teaching (en), Assessing Writing (en) et Language Assessment Quarterly. Il a également publié des articles de revue avec Charles Alderson (en).